# Kandreho (district)
Kandreho is een district van Madagaskar in de regio Betsiboka. Het district telt 19.604 inwoners (2011) en heeft een oppervlakte van 6.816 km², verdeeld over 6 gemeentes. De hoofdplaats is Kandreho.